# Claudiu Tudor
Claudiu Dorin Tudor (sinh ngày 29 tháng 4 năm 1985) là một cựu cầu thủ bóng đá người România thi đấu ở vị trí tiền vệ.

## Sự nghiệp

### Petrolul Ploiești
Claudiu Tudor có màn ra mắt Liga II lúc 17 tuổi cho Petrolul Ploieşti.

### Universitatea Craiova
Năm 2002, anh chuyển đến Universitatea Craiova. Not making an impact he was loned out to Sheriff Tiraspol và Juventus Bucureşti.

### Astra Ploiești
Anh chuyển đến Astra Ploieşti năm 2009 và giúp họ một lần nữa để được thăng hạng liga I. Sau đó trong năm, anh bị tổn thương gân Achilles và phải nghỉ thi đấu gần 1 năm vì chấn thương này.

### CSMS Iași
Vào tháng 1 năm 2011 anh chuyển đến CSMS Iași, trở thành đội trưởng của câu lạc bộ chỉ sau 6 tháng. Cuối mùa giải 2011-12, CSMS Iași giành quyền lên chơi ở Liga I, khi Tudor ghi 3 bàn tỏng 27 trận.